# Helena Lopes da Costa
Maria Helena Passos Rosa (Lisboa, Santa Maria de Belém, 6 de Abril de 1953) é uma professora e política portuguesa.

## Biografia
Filha mais velha de duas filhas e um filho de João da Conceição Rosa (Oeiras, Algés, 22 de Junho de 1926 - Oeiras, Linda-a-Velha, 27 de Julho de 2006) e de sua mulher Hortense Senes Passos (Lisboa, Socorro, 3 de Junho de 1928).
Licenciada em Direito pela Faculdade de Direito da Universidade de Lisboa e em Ciência Política, é Professora Universitária.
Foi Vereadora da Câmara Municipal de Lisboa, Administradora da EPUL e Administradora da VALORSUL.
Foi eleita Deputada pelo Partido Social Democrata, sempre pelo Círculo Eleitoral de Lisboa à X Legislatura, de 10 de Março de 2005 a 14 de Outubro de 2009 e à XI Legislatura, de 15 de Outubro de 2009 a 19 de Junho de 2011.
Casou em Sintra a 21 de Maio de 1977 com António José Coutinho Lopes da Costa (Lisboa, São Sebastião da Pedreira, 15 de Setembro de 1952), primo-irmão de Luís Esparteiro, do qual tem duas filhas e um filho.